# Floria Sigismondi
Floria Sigismondi (Pescara, 22 ottobre 1965) è una fotografa, regista e scultrice italiana naturalizzata canadese.
È conosciuta come regista di video musicali, oltre che come artista a sé stante: Katy Perry, Christina Aguilera, Interpol, The White Stripes, David Bowie, Sigur Rós, Sheryl Crow, The Cure, Björk, Muse, Amon Tobin, Justin Timberlake e Marilyn Manson sono soltanto alcuni fra gli artisti con cui ha collaborato. Ha lavorato anche nel mondo della pubblicità girando spot per Old Navy, Adidas, Pantene, Eaton's, Samsung, Absolut, Motorola, Target, Gucci, MAC Cosmetics, Desperados, Equinox e Thierry Mugler. Il ritmo spezzato dei suoi video, unito a particolarissimi effetti di luce, soggetti fuori fuoco e una passione per insetti e serpenti sono oramai un marchio di fabbrica, come nell'esemplare videoclip The Beautiful People, per Marilyn Manson. Come e ancora più del collega Chris Cunningham, Floria mette in scena freaks e persone che appaiono malate, riuscendo sempre nell'intento specifico di mettere a disagio lo spettatore. Il suo stile unico rimane modello di molti giovani registi.

## Biografia
I genitori, Lina e Domenico Sigismondi, erano cantanti d'opera. La sua famiglia, con anche la sorella Antonella, si trasferì ad Hamilton in Ontario quando lei aveva due anni. Nella sua infanzia cominciò l'ossessione per dipingere e disegnare. Nel 1987 iniziò a studiare disegno all'Ontario College of Art & Design, per poi passare a fotografia. Cominciò infatti la sua carriera come fotografa di moda lavorando negli anni per riviste come Ray Gun, Schön!, i-D e The New York Times Magazine, e iniziando a dirigere video solo dopo essere approdata alle compagnie di produzione The Revolver Film Co. e Black Dog Films nel 1992, diresse video per molte band canadesi.
I suoi video molto innovativi, ma anche molto scioccanti, ambientati in scenari che lei una volta definì come "entropici sottomondi abitati da anime torturate e esseri onnipotenti", attrassero molte band di musicisti importanti. Ha dichiarato in seguito che la sua arte si ispira alle immagini disturbate di David Lynch e Francis Bacon, e dai film di Stanley Kubrick e Federico Fellini.
Tra i suoi lavori più noti ci sono sicuramente le fotografie delle copertine degli album Lest We Forget di Marilyn Manson (2004) e Ghosts di Siobhán Donaghy (2007). Con le sue fotografie e le sue installazioni di sculture ha avuto varie mostre personali, ad Hamilton, Toronto, New York, Brescia, Parigi, Göteborg, Rotterdam, Stoccarda e Londra. Le sue opere sono state incluse in molte mostre di gruppo, assieme a artisti come Cindy Sherman e Francesco Clemente. La casa editrice tedesca d'Arte Die Gestalten Verlag ha pubblicato due sue monografie fotografiche: Redemption (1999) e Immune (2005).
Nell'ottobre 2004 è nata sua figlia, Tosca Vera Sigismondi-Berlin. Il padre è il marito Lillian Berlin, frontman dei Living Things. Nel 2010 ha diretto The Runaways sulla band femminile The Runaways con Dakota Fanning e Kristen Stewart. Nel 2011 viene reso noto che la Sigismondi era al lavoro su un film biografico sul frontman dei Nirvana Kurt Cobain dal titolo Heart Shaped Box in cui Justin Bieber avrebbe dovuto interpretare Cobain, ad oggi il progetto è in fase di stallo.
Nel 2013 il video diretto per la canzone The Next Day di David Bowie, scatenò diverse proteste in ambienti cattolici a causa del forte contenuto blasfemo del filmato. La Sigismondi risiede tra Toronto, New York e Los Angeles.

## Videografia
- Rita Chiarelli - This Is My Life (1992)
- The Tea Party - Certain Slant Of Light (1993)
- The Tea Party - Save Me (1993)
- The Tea Party - The River (1993)
- Our Lady Peace - The Birdman (versione 1) (1994)
- Harem Scarem - Blue (1995)
- Catherine - Four Leaf Clover (1996)
- Marilyn Manson - The Beautiful People (1996)
- Pure - Anna is a Speed Freak (1996)
- Marilyn Manson - Tourniquet (1996)
- David Bowie - Little Wonder (1996)
- Fluffy - Black Eye (1997)
- David Bowie - Dead Man Walking (1997)
- Tricky - Makes Me Wanna Die (1997)
- Filter & The Crystal Method - (Can't You) Trip Like I Do (1997)
- Sheryl Crow - Anything But Down (1998)
- Sarah McLachlan - Sweet Surrender  (1998)
- Robert Plant & Jimmy Page - Most High (1998)
- Curve - Chinese Burn (1998)
- Barry Adamson - Can't Get Loose (1998)
- Amel Larrieux - Get Up (1999)
- Björk - I've Seen It All (2000)
- Amon Tobin - 4 Ton Mantis (2000)
- Leonard Cohen - In My Secret Life (2001)
- Barry Adamson - Black Amour (2002)
- Jon Spencer Blues Explosion - She Said (versione 2) (2002)
- Shivaree - John, 2/14 (2002)
- Sigur Rós - Untitled 1 (Vaka) (2003)
- Interpol - Obstacle 1 (2003)
- Martina Topley-Bird - Anything (2003)
- Living Things - Bombs Below (versione 1) (2003)
- Christina Aguilera - Fighter (2003)
- Incubus - Megalomaniac (2003)
- Living Things - I Owe... (2004)
- Incubus - Talk Shows on Mute (2004)
- The Cure - The End of The World (2004)
- The White Stripes - Blue Orchid (2005)
- Living Things - Bom Bom Bom (2005)
- Fiona Apple - O' Sailor (2005)
- Living Things - Bombs Below (versione 2) (2006)
- Muse - Supermassive Black Hole (2006)
- Billy Talent - Red Flag (2006)
- Christina Aguilera - Hurt (2006)
- The Raconteurs - Broken Boy Soldier (2006)
- Living Things - Let It Rain (2009)
- The Dead Weather - Die By The Drop (2010)
- Katy Perry - E.T (2011)
- Living Things - Pollen Path (2011)
- Katy Perry - The One That Got Away  (2011)
- Living Things - Har Megiddo (2011)
- Living Things - Fake It Baby, Fake It (2012)
- P!nk - Try (2012)
- Ellie Goulding - Anything Could Happen (2012)
- Sigur Rós - Leaning Towards Solace (2012)
- David Bowie - The Stars (Are Out Tonight) (2013)
- Justin Timberlake - Mirrors (2013)
- David Bowie - The Next Day (2013)
- Lawrence Rothman - Montauk Fling (2013)
- Lawrence Rothman - #1 All Time Low (2013)
- Lawrence Rothman - Fatal Attraction (2013)
- Lawrence Rothman & Angel Olsen - California Paranoia (2015)
- Lawrence Rothman - Oz Vs. Eden (2015)
- Lawrence Rothman - USERS (2015)
- Lawrence Rothman - H (2016)
- Rihanna - Sledgehammer (2016)
- Perfume Genius - Die 4 You (2017)
- Alice Glass - Without Love (2017)
- Lawrence Rothman & Marissa Nadler - Ain't Afraid Of Dying (2017)
- Lawrence Rothman & Kim Gordon - Designer Babies (2017)
- Lawrence Rothman & Kristin Kontrol - Jordan (2017)
- Dua Lipa - Swan Song (2019)
- Yves Tumor - Lifetime (2019)
- Sam Smith & Kim Petras - Unholy (2022)

## Filmografia
- Postmortem Bliss (cortometraggio) (2006)
- 42 One Dream Rush (cortometraggio) (2009)
- The Runaways (2010)
- The Take (cortometraggio) (2012)
- Hemlock Grove (serie TV, 1 episodio) (2014)
- Daredevil  (serie TV, 1 episodio) (2016)
- The Handmaid's Tale (serie TV, 6º e 7º episodio) (2017)
- American Gods (serie TV, 8º episodio) (2017)
- The Turning - La casa del male (The Turning) (2020)

## Premi (selezione)
- 1997 MTV Video Music Awards, USA - Nomination per Best Rock Video: Beautiful People (Marilyn Manson)
- 1998 British Music Video Awards, UK - Nomination per Best Video: Little Wonder (David Bowie)
- 1999 German Kodak Photobook Award, per il libro Redemption
- 2003 MTV European Awards - Best International Video Award, per Untitled 1 (Sigur Rós)
- 2003 New York Underground Film Festival - Audio/Visual Award, per Untitled 1 (Sigur Rós)
- 2003 Advertising and Design Awards, Toronto, Canada - Special Merit Award for Music Video, per Fighter (Christina Aguilera)
- 2004 Juno Awards, Canada - Best Music Video, per Fighter (Christina Aguilera)
- 2013 MTV Video Music Awards, USA - Video Of The Year: Mirrors (Justin Timberlake)